# Полторацький Олексій Іванович
Олексій Іванович Полторацький (1 грудня 1905, Чернігів, Російська імперія — 15 березня 1977, Київ, Українська РСР) — український радянський письменник. Редактор Одеської студії художніх фільмів. Головний редактор журналу іноземної літератури «Всесвіт». Штатний працівник НКВД СССР.
Доклав руку до арешту й ув'язнення поета Остапа Вишні.

## Біографія
Народився в родині службовця.
Закінчив філологічний факультет Київського університету (1926). Працював у 1931 р. редактором Одеської студії художніх фільмів. Викладав у Харківському українському комуністичному інституті, співробітничав у редакціях газет і журналів. Учасник Другої світової війни. На 1944—1945 роки — начальник Харківського обласного відділу мистецтв.
Був відповідальним редактором журналів «Україна» (в 1950—1952) і «Вітчизна» (в 1952—1958 роках). У 1958—1971 роках — головний редактор журналу «Всесвіт».
Член Спілки письменників України.
Автор роману «Гоголь у Петербурзі», нарисів «Герої нашого часу», «Форт Щербинівка» та ін., багатьох статей і робіт з питань кінематографії: «Етюди до теорії кіно», К., 1930 тощо, а також сценаріїв художньої кінокартини «Як посварився Іван Іванович з Іваном Никифоровичем» (1959) та документальних фільмів: «Наш Пушкін» (1949), «Народна творчість» (1951), «В далекі води Атлантики» (1959).
1930 в журналі «Нова ґенерація» (№ 2—4) опублікував статтю «Що таке Остап Вишня» із брутальною ідеологічною критикою творчості гумориста, написаною на замовлення радянських спецслужб. Стаття була передрукована в журналі «Радянська література» (1934. № 4). Ось характерні цитати: «Пісенька Остапа Вишні одспівана. Літературна творчість цього фашиста і контрреволюціонера, як остаточно стає ясно, була не більше ніж машкарою, „мистецьким“ прикриттям, за яким ховаючись, він протаскував протягом кількох років у друковане слово свої націоналістичні куркульські ідейки і погляди». «…я щасливий відзначити… що моя стаття стає епітафією на смітникові, де похована „творчість“ Остапа Вишні».
На його статтю «Ким опікуються деякі гуманісти» В. Стус написав листа до президії СПУ, у якому діагностував: «Ті, що займаються літературним вандалізмом, майже ніколи не помиляються. Досить згадати всіх цих санових, стебунів, шамот, моргаєнків, хінкулових, пронів, щупаків, гансів, агуфів… Чи не соромно українським письменникам, ЦК КПУ за те, що вони віддають на поталу полторацьким нашу літературу?» (1968).
Похований на Байковому кладовищі.

## Твори
- Останні дні бурханів (1932)
- На шістьох меридіянах (1933)
- Джентлмени з спеціальною військовою освітою (рассказы, 1933)
- У дні перемог і відплати (1945)
- Юність Гоголя (1957)
- Повість про Гоголя. (1960)
- Люди йдуть у вогонь (роман, 1965)
- Людина, народжена Жовтнем (1967)

## Нагороди
- два ордени «Знак Пошани» (28.08.1944, 4.05.1962)
- медалі
- Почесна грамота Президії Верховної Ради Української РСР (.12.1965)
- дві Грамоти Президії Верховної Ради Української РСР (1960)